# Sarcophaga flexuosa
Sarcophaga flexuosa är en tvåvingeart som beskrevs av Ho 1934. Sarcophaga flexuosa ingår i släktet Sarcophaga och familjen köttflugor. Inga underarter finns listade i Catalogue of Life.